# Кузур
Кузур — река в России, протекает по Молчановскому и Чаинскому районам Томской области. Устье реки находится в 2490 км по правому берегу реки Обь. Длина реки составляет 18 км. Высота устья — 58 м над уровнем моря.

## Данные водного реестра
По данным государственного водного реестра России относится к Верхнеобскому бассейновому округу, водохозяйственный участок реки — Обь от впадения реки Чулым до впадения реки Кеть, речной подбассейн реки — Чулым. Речной бассейн реки — (Верхняя) Обь до впадения Иртыша.
Код объекта в государственном водном реестре — 13010500112115200022656.